# Casolate
Casolate è una frazione del comune lombardo di Zelo Buon Persico.

## Storia
La località, piccolo borgo agricolo, fu attestata per la prima volta nel XII secolo.
In età napoleonica (1809-16) Casolate fu frazione di Zelo Buon Persico, recuperando l'autonomia con la costituzione del Regno Lombardo-Veneto.
All'Unità d'Italia (1861) il paese contava 207 abitanti. Nel 1869 Casolate fu aggregata definitivamente a Zelo Buon Persico.
Attualmente, in seguito allo spopolamento delle aree rurali, il borgo è quasi spopolato.